# Волейбол на летних Олимпийских играх 2012 (составы, женщины)
На этой странице приведены составы женских команд, которые принимали участие в турнире по волейболу на XXX Олимпийских играх в Лондоне.
В заявку команды разрешено включать 12 волейболисток. Указаны клубы, в которых игроки выступали в сезоне-2011/12.

## Алжир
Главный тренер: Георге Струмило (Польша), тренер: Аймед Эддин Садани

## Бразилия
Главный тренер: Зе Роберто, тренер: Пауло Баррос

## Великобритания
Главный тренер: Одри Купер, тренер: Дэйв Гудчайлд

## Доминиканская Республика
Главный тренер: Маркос Квик (Бразилия), тренер: Вагнер Пачеко

## Италия
Главный тренер: Массимо Барболини, тренер: Марко Браччи

## Китай
Главный тренер: Юй Цзюэминь, тренер: Лай Явэнь

## Россия
Главный тренер: Сергей Овчинников, тренер: Игорь Курносов

## Сербия
Главный тренер: Зоран Терзич, тренер: Бранко Ковачевич

## США
Главный тренер: Хью Маккатчен (Новая Зеландия), тренер: Карч Кирай

## Турция
Главный тренер: Маркос Аурелио Мотта (Бразилия), тренер: Алпер Эрдогюш

## Республика Корея
Главный тренер: Ким Хён Сил, тренер: Сун Джин Хон

## Япония
Главный тренер: Масаёси Манабэ, тренер: Киёси Або